# Мађарски национални музеј
Мађарски национални музеј (мађ. Magyar Nemzeti Múzeum) основан је 1802. године и национални је музеј историје, уметности и археологије Мађарске, укључујући подручја која нису унутар садашњих мађарских граница, попут Трансилваније; не треба га мешати са колекцијом међународне уметности Мађарске националне галерије. Музеј се налази у Будимпешти, VIII округ, у наменској неокласичној згради изграђеној од 1837-47. архитекте Михали Полака (Mihály Pollack).

## Историја
Мађарски национални музеј почиње да се формира 1802. године када је гроф Ференц Сечени (Ferenc Széchényi) основао Националну библиотеку Сечени. Годину дана касније уследило је донирање колекције минерала од стране Сеченијеве супруге. То је довело до стварања мађарског Националног музеја као музеја опште и природњачке историје, а не само библиотеке. 1807. године, мађарски Национални парламент донео је закон о новој институцији и затражио од нације да помогне у донирању музеју.
Мађарски парламент је од 1832. до1834. такође помагао раст музеја. Парламент је изгласао издвајање пола милиона форинти као помоћ у изградњи нове зграде за музеј. За то време, званично је основан мађарски Национални историјски музеј у оквиру Мађарског националног музеја. Касније,1846. године музеј се преселио на тренутну локацију Múzeum krt. 14–16.
Мађарски национални музеј је 1848. године играо велику улогу у Mађарској револуцији. Револуција је делимично подстакнута читањем 12 тачака и чувене револуционарне песмом Nemzeti dal Шандора Петефија на предњим степеницама музеја. Ово је помогло да се музеј препозна као главни национални идентитет Мађарске. У знак сећања на револуцију, музеју су додате две статуе. Прва је статуа Јаноша Аранија која је откривена 1883. 1890. године поред степеница музеја постављена је спомен - плоча Шандору Петефију. Поред тога, за то време Горњи дом парламента је одржавао своје седнице у Свечаној сали музеја. То се наставило све док није саграђена нова зграда Парламента. Данас се пред музејем одржавају пригодне свечаности за Национални дан сећања на 1848. годину.
1949, наложено је законом да се етнографски и природњачки део Мађарског националног музеја одвоји од главног музеја, и сада су то Мађарски природњачки историјски музеј и Етнографски музеј. То је такође помогло у оснивању модерне Националне библиотеке. Сви ови одвојени музеји су и даље међусобно повезани, а остали музеји и споменици временом су постали повезани са њима. Најновији додатак био је Музеј замка у Острогону који се придружио 1985. године.

## Изложбе
Мађарски национални музеј има седам сталних изложби. Општа историја Мађарске подељена је у два дела: археологија од праисторије до периода Авара која се завршава 804. године, у приземљу ("На граници Исток-Запад"), и историја од 804. до модерног времена на првом спрату. Изложба покрива теме као што су старост Арпада, дуга турска окупација, Трансилванија и краљевска Мађарска. Новија модерна и савремена историја започиње Ракоцијевим ратом за независност, изложени су различити делови његове војне одеће и разне кованице. Одељак о историји се затим завршава успоном и падом комунистичког система у Мађарској. У другој дворани на другом спрату можете сазнати о Мађарским научницима двадесетог века. У једној соби на првом спрату приказан је средњовековни мађарски плашт за крунисање.
Стална изложба у приземљу фокусирана је на натписе и резбарије од камена, из средњег века и ране модерне. Већина предмета из ове збирке откривена је током 1960-их и 1970-их, када су тражене реликвије заостале после Другог светског рата. Коначно, једна од сталних изложби је смештена у подруму музеја; то је изложба натписа и резбарија на камену из периода старог римског царства.

## Зграда
Зграда у којој се тренутно налази Мађарски национални музеј изграђена је од 1837. до 1847. године. Стил главне зграде био је у неокласицистичком стилу, а допуњен је од стране других уметника радовима у облику статуа, слика и других  архитектонских облика. Статуе на улазу урадио је Рафаел Монти (Raffael Monti) из Милана. Једна од њих је чувена статуа алегоријске фигуре Мађарске која држи штит с мађарским грбом. Са страна ове фигуре налази се Наука с једне и Уметност са друге стране. Поред тога, слике које су на степеништу и на плафону од 1875. године урадили су Кароли Лоц (Károly Lotz) и Мор Тан. Ту је такође и башта која се првенствено користи за разне концерте. Овде су наступaли различити уметници, укључујући Фрaнца Листа. Данас је башта место музејског фестивала.
Сцене из филма "Евита", са Мадоном у главној улози, снимане су на улазним степеницама. Сцене су приказале како се тело Еве Перон уноси у зграду владе "Буенос Аиреса".